# Cross Kirk (Peebles)
Cross Kirk is (een ruïne van) een 13e-eeuwse kerk in Peebles in de Schotse regio Scottish Borders.

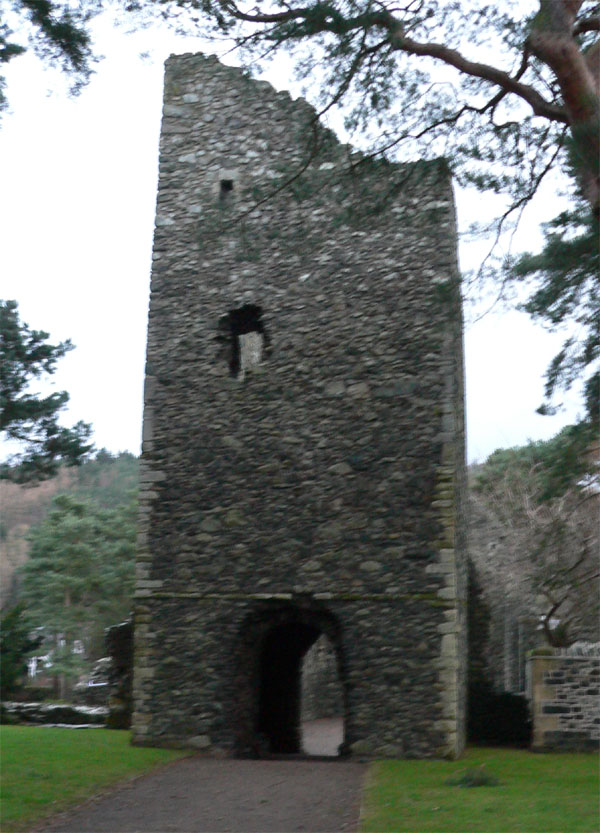
Cross Kirk in Peebles: klokkentoren met ingang

## Geschiedenis
De Cross Kirk is gesticht in 1261. De reden was de ontdekking van een oud stenen kruis met vermoedelijke relieken van de 4e-eeuwse Sint Nicolaas van Myra. Er wordt beweerd dat de kerk gesticht zou zijn door koning Alexander III van Schotland, hoewel daar geen bewijs voor is en de kerk pas in 1296 wordt genoemd in officiële stukken.
De kerk was gewijd aan de bisschop Sint Nicolaas en aan het Heilige Kruis.
In 1473 werd er een broederklooster verbonden aan de kerk door de broeders van de orde van de Heilige Drievuldigheid (Order of Trinity Friars). Deze orde werd gesticht aan het eind van de 12e eeuw in Cerfroy (Frankrijk). Oorspronkelijk had de orde tot doel om Christenen te bevrijden die door de Saracenen tijdens de kruistochten gevangen waren genomen. De orde bleef bestaan toen dit niet meer nodig was. Van de zeven huizen van deze orde in Schotland zijn enkel nog de resten te vinden in Peebles en Dunbar.
Na de reformatie in 1560 werd de kerk gebruikt als parochiekerk en werd bekend onder de naam Cross Kirk.
In 1784 werd het dak verwijderd toen elders een nieuwe kerk werd gebouwd.

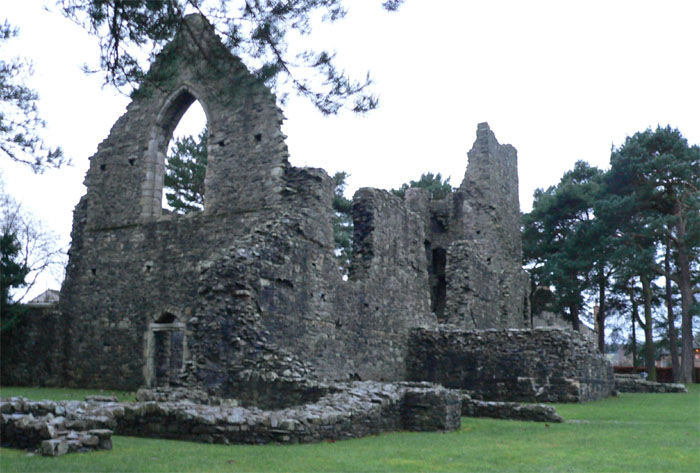
Cross Kirk in Peebles

## Bouw
De kerk was een simpel rechthoekig gebouw zonder scheiding tussen koor en schip. In de vijftiende eeuw werd een klokkentoren toegevoegd aan het westeinde, tevens dienend als toegangspoort. De kloostergebouwen waren gelegen aan de noordzijde van de kerk; niet veel meer dan de fundamenten zijn overgebleven. Het schip en de westelijke toren staan nog overeind.
In 1656, toen de kerk als parochiekerk in gebruik was, werd de kerk ingekort door het broederkoor te verwijderen. In deze periode werden ook een aantal familiegraven aan de kerk toegevoegd; aan de noordkant bleef de tombe van de graven van March en aan de zuidkant de tombe van de graven van Morton gespaard.

## Beheer
Cross Kirk wordt beheerd door Historic Scotland.